# スペインスズメ
スペインスズメ（学名:Passer hispaniolensis）は、スズメ目スズメ科の鳥類。

## 分布
地中海沿岸（スペイン、コルシカ島、サルデーニャ、シチリア、ギリシャ、北アフリカ）と南アジアの温暖な地域に分布する。